# Johann Michael Vogt

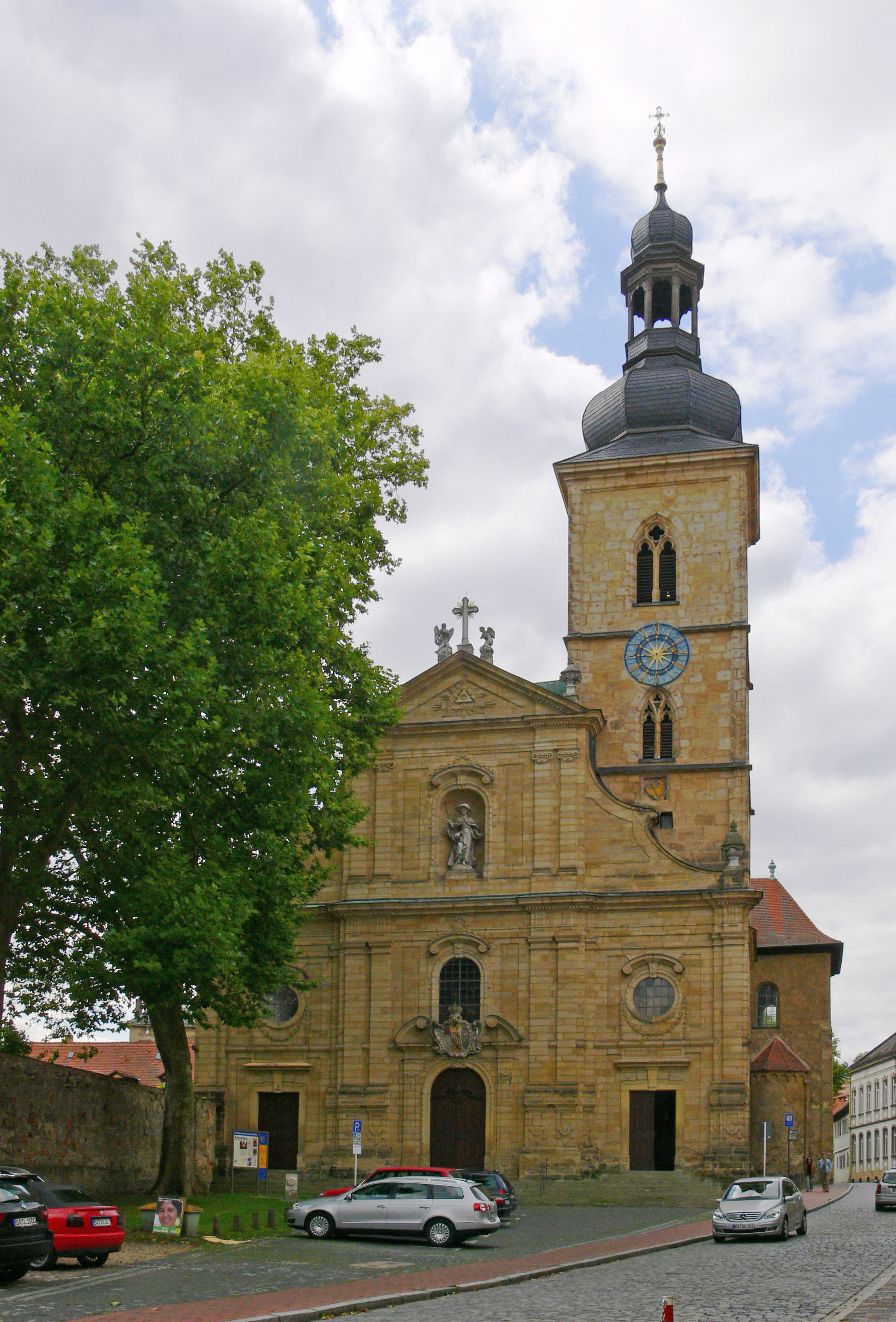
St. Jakob in Bamberg

Johann Michael Vogt (* 20. August 1729 in Bamberg; † 18. April 1803 ebenda) war ein deutscher römisch-katholischer Geistlicher und Naturforscher.

## Leben
Johann Michael Vogt begann 1749 seine Ausbildung zum Priester. 1752 verteidigte er in Köln theologische Sätze und wurde zum Dr. Phil. iuris utriusque promoviert. Am 1. November 1757 ging er zusammen mit dem späteren Weihbischof Johann Adam Behr nach Rom, um sich mit dem römischen Kirchenrecht vertraut zu machen. Noch in Rom erhielt er 1760 vom Fürstbischof Adam Friedrich von Seinsheim eine Stiftspfründe bei St. Jakob in Bamberg. Nach seiner Rückkehr über Venedig nach Deutschland wurde Vogt Kaplan zu St. Martin in Amberg.
Vogt wurde 1769 Stadtdechant und am 6. November 1772 Konsistorialrat in Amberg sowie wirklicher geheimer Rat zu Regensburg. 
Am 26. August 1796 wurde Vogt von französischen Truppen als Geisel für die der Stadt Bamberg auferlegte Kontribution gefangen genommen, jedoch wenig später mit acht weiteren Gefangenen durch österreichische Reiterei wieder befreit und nach Amberg zurückgebracht. Auf dem Rückweg fiel er dabei bei Ebermannstadt in eine Berghöhle und erlitt eine Verletzung, die ihn für den Rest seines Lebens behinderte.
Am 21. Juni 1798 wurde er zum letzten Stiftsdechanten von St. Jakob in Bamberg gewählt und zog von Amberg wieder nach Bamberg zurück. Kurz danach wurde er zum fürstbischöflichen geheimen Rat ernannt.
Vogt betrieb naturkundliche Forschungen, legte ein reichhaltiges und bekanntes Naturalienkabinett an und besaß eine wertvolle Bibliothek von knapp 7000 Büchern.
Am 21. Oktober 1790 wurde Michael Vogt mit dem akademischen Beinamen Eubulus IV. unter der Matrikel-Nr. 925 als Mitglied in die Deutsche Akademie der Naturforscher Leopoldina aufgenommen.
Die Naturaliensammlung und die Bibliothek wurden nach seinem Tod von seinem Neffen Michael Schlosser übernommen.